# Pedro Félix de la Croix de Chevrières
Pedro Félix de la Croix de Chevrières, comte de Sayve (17 de febrer de 1686 - 1775) fou un militar francès al servei de la corona espanyola. Amb el grau de coronel d'infanteria va participar en la Guerra de Successió Espanyola al servei de Felip V d'Espanya en la batalla de Plasencia. En 1739 assolí el grau de tinent general i de 1766 a 1775 fou capità general de València, comandant militar del regne de Múrcia i president de la Reial Audiència de València i comanador d'Ares del Maestrat de l'orde de Montesa.